# Ed Sullivan Theater

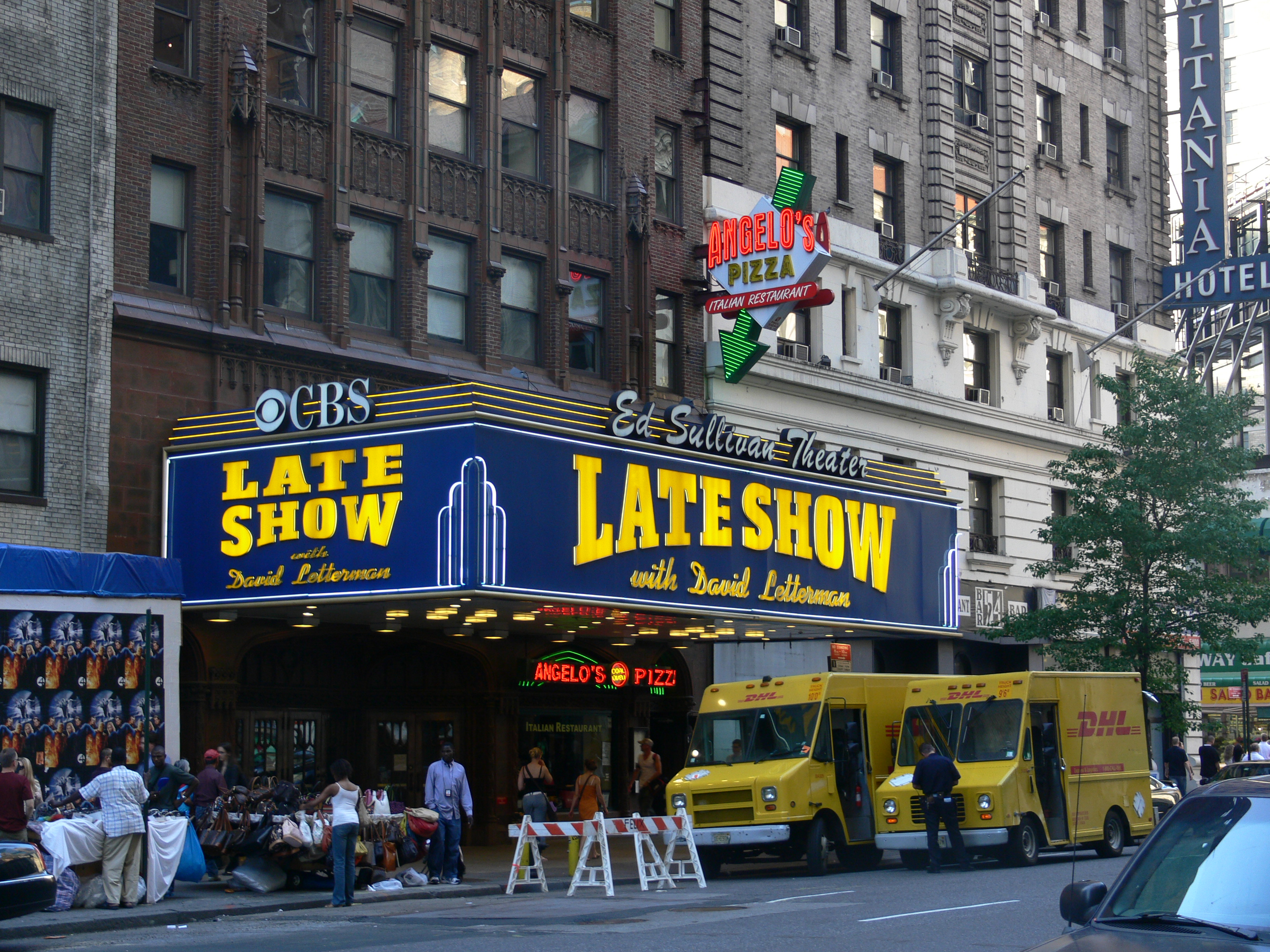
Ed Sullivan Theatre, 2007

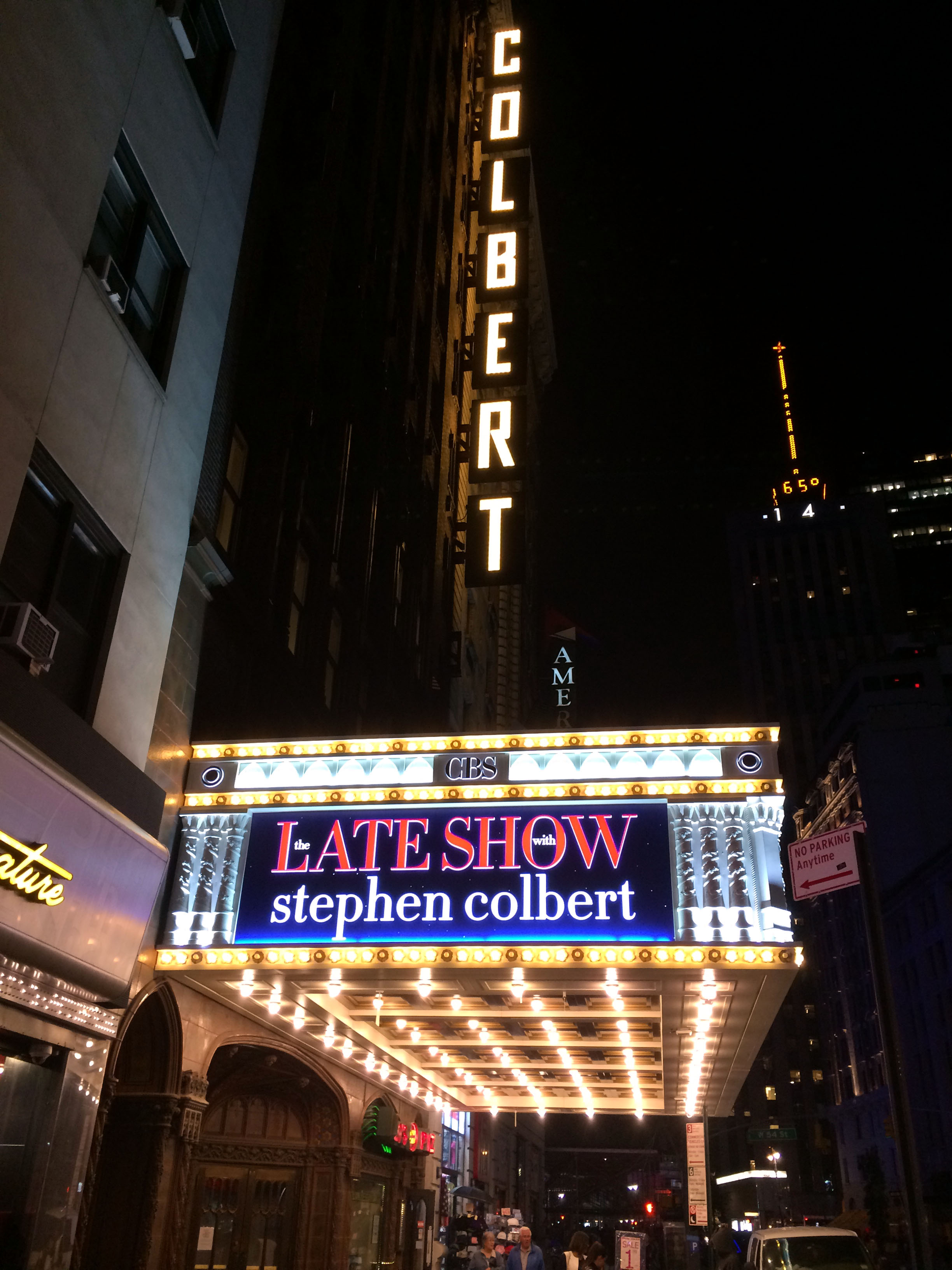
Ed Sullivan Theater är lokalen för programmet The Late Show with Stephen Colbert

Ed Sullivan Theater är en teater och TV-studio på Broadway på Manhattan i New York. Sedan 1940-talet har den använts för inspelning av TV-program med studiopublik för CBS.

## Bakgrund
Teatern hette ursprungligen Hammerstein’s Theater och öppnade 1927. Den kom därefter att kallas CBS-TV Studio 50, och fick 1967 sitt nuvarande namn efter Ed Sullivan, vars TV-show, The Ed Sullivan Show, som gick 1948–1971, spelades in här inför publik.
Mellan 1993 och fram till 2015 användes Ed Sullivan Theater dagligen för inspelning av The Late Show with David Letterman. Därefter har Ed Sullivan Theater använts för att spela in The Late Show with Stephen Colbert. 